# 리리싼

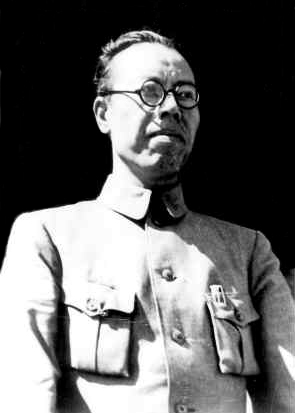

리리싼 (중국어: 李立三, 병음: Lǐ Lìsān 이립삼[*], 1899년 11월 18일 ~ 1967년 6월 22일) 은 중화인민공화국의 정치가이다. 그는 특히 1920년대 후반 중국공산당을 이끌었다.
후난성 주저우 시 리링 시 출신으로, 본명은 리룽즈(李隆郅)이다. 그의 아버지는 서당의 훈장이었고, 그의 아버지 아래서 전통적인 고전교육을 받았다. 1915년 고등교육을 위해 창사에 왔다가 마오쩌둥과 친구가 되었다. 이후 후난 성의 지방군벌의 군대에 들어갔다가, 아버지의 친구였던 상관의 도움으로 베이징으로 유학하였다.
1920년 덩샤오핑와 비슷한 경로로 베이징으로부터 프랑스 유학을 떠나 일하면서 공부하였다. 이후 공산주의를 접하고 노동운동에 뛰어들었지만, 프랑스 당국에 체포되어 1921년 중국으로 추방되었다. 이후 상하이에서 천두슈를 만나 중국공산당에 가입했고, 안위엔 탄광의 노동운동을 조직하였다. 1926년 노동운동의 중심이던 우한에 도착하여 당시 중국공산당의 총서기장이었던 친구 샹중파에 영향을 미쳐 사실상 당의 노선을 지휘했다. 1927년 제1차 국공 합작이 결렬되고 장제스에 의해 공산당에 대한 대대적인 탄압이 시작되자, 난창 봉기를 기획하였다. 봉기는 준비가 미비한데다가 목표가 불명확해서 실패로 끝났지만 그는 공산당의 선전부장이 되어 지도적 위치에 올라섰다.
이후 러시아 혁명을 본떠 도시지역의 무장봉기로 사회주의 혁명을 달성하려 했으나, 실패했을뿐 아니라 큰 희생을 치러 코민테른의 비판을 받고 1930년 당권을 잃었다. 이후 소련으로 가서 항일전 종료시까지 머물렀다. 이때 러시아인 부인과 결혼했다.
이후 마오의 배려로 귀국하여 중국공산당에 복귀했고, 중화인민공화국 성립후에는 노동부 부장에 임명되었으나(1949-1954), 중소 분쟁과 문화대혁명이 시작되자 심한 비판을 받아 압박감을 견디지 못하고 자살했다.
"리리싼 노선"은 충분한 상황고려없는 극좌모험주의나 외국의 예를 무비판적으로 따르는 교조주의를 지칭하는 말이 되었다.
| 전임 샹중파 | 중국 공산당 총서기 1929년 - 1930년 | 후임 왕밍 |